# Winchester (arma)
El término fusil Winchester es frecuentemente empleado para describir cualquier fusil con acción de palanca fabricado en los Estados Unidos por la empresa Winchester Repeating Arms Company, aunque es habitualmente empleado para referirse específicamente a los fusiles Winchester Modelo 1873 o Winchester Modelo 1894.[cita requerida]
El  Winchester es un arma creada en 1866 cuyo nombre, producto de su amplia difusión y pese a no ser el primero en su tipo, ha llegado a ser sinónimo de “fusil de repetición” con acción de palanca de la segunda mitad del siglo XIX; es decir, de aquellos primeros fusiles y carabinas que permitían disparar varias veces sin necesidad de efectuar una recarga, desalojando el casquillo usado y reemplazándolo por un cartucho nuevo mediante el accionamiento de una palanca unida al guardamonte. Este modelo fue fabricado por iniciativa de Oliver Winchester, presidente de Winchester Repeating Arms Company, basándose en la copia y mejora del anterior fusil Henry, patentado en octubre de 1860 y que era fabricado en otra de las compañías de propiedad del mismo empresario.
Al Winchester se le conoce en los Estados Unidos como "el arma que conquistó el Oeste", sobre todo por su recurrente aparición en las películas del género western, como las protagonizadas por John Wayne en los años 1930 y 1940. Esta fama no es del todo exacta, pues la primera conquista del Oeste se realizó con otros modelos de fusiles de tiro rápido, aunque la popularización del Winchester sí masificó la brecha tecnológica entre los conquistadores estadounidenses y los guerreros nativos que lucharon por su independencia durante la última fase de las Guerras Indias. En este sentido, es significativo que el conflicto que selló el triunfo de los fusiles de repetición, la Guerra de Secesión (1861-1865), es anterior a la comercialización del Winchester.

## Precedentes
En 1848, el inventor neoyorquino Walter Hunt patentó su "Fusil de Repetición a Voluntad" que tenía un depósito tubular y era accionado por dos palancas y complejas articulaciones. El fusil de Hunt disparaba lo que su inventor llamaba "Bala Cohete", un primigenio modelo de cartucho sin casquillo en el cual la carga propulsora estaba contenida en la base hueca de la bala. El diseño de Hunt era frágil y poco funcional; pero en 1849, Lewis Jennings compró las patentes de Hunt y desarrolló una versión complicada pero funcional del fusil, que fue fabricada en pequeñas cantidades por Robbins & Lawrence, de Windsor, Vermont, hasta 1852.

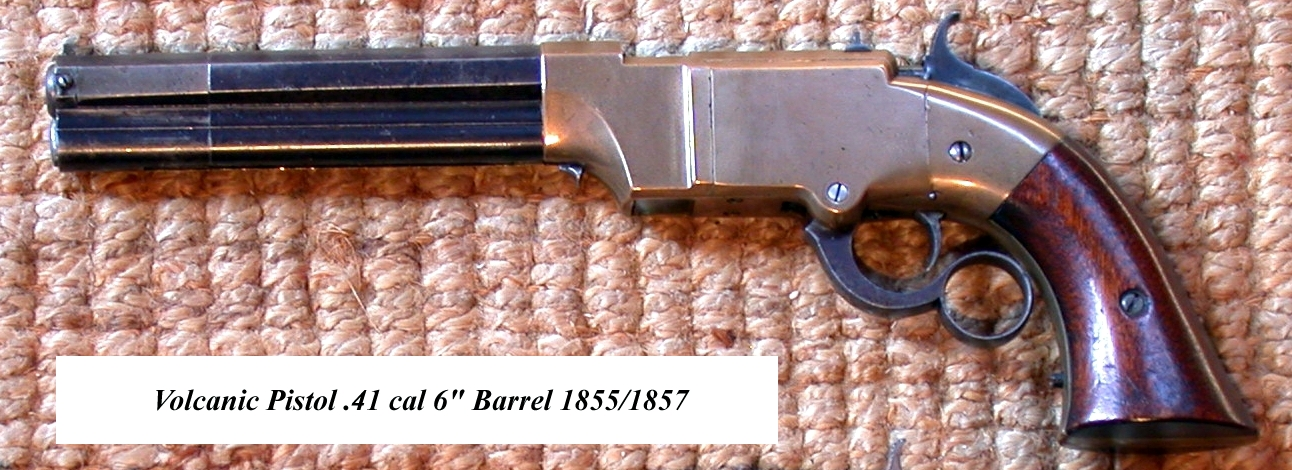
Una pistola Volcanic.

Horace Smith y Daniel Wesson, de Norwich, Connecticut, compraron a Robbins & Lawrence la patente de Jennings y contrataron al supervisor de taller Benjamin Tyler Henry. Smith hizo varias mejoras al diseño de Jennings y en 1855, Smith y Wesson formaron junto a varios financiadores una corporación, la Volcanic Repeating Arms Company, para fabricar la pistola y el fusil con acción de palanca Volcanic sobre la base de la modificación hecha por Smith al diseño de Hunt y Jennings. El accionista principal de esta empresa era Oliver Winchester.
En la munición del fusil Volcanic, Smith agregó un fulminante a la "Bala Cohete" de Hunt y así creó el primer cartucho metálico integral, que reunía en una sola unidad la bala, el fulminante y la pólvora. Mientras formó parte de la empresa, Smith hizo un avance al incorporar un tubo de cobre para contener la bala y la pólvora, con el fulminante en una pestaña de aquel, creando así una de las más significativas invenciones en la historia de las armas de fuego, el cartucho metálico de percusión anular (el cartucho de Smith, el .22 Corto, sería introducido al mercado junto al memorable revólver Smith & Wesson Modelo 1 en 1857, todavía siendo fabricado hoy). 
El fusil Volcanic solo tuvo un éxito limitado, que es en parte atribuible al diseño y el pobre desempeño del cartucho Volcanic derivado del cartucho de Hunt: una bala cónica hueca llena con pólvora negra y sellada mediante un fulminante. A pesar de que el diseño de las armas Volcanic sobrepasaba por mucho a las tecnologías rivales, el poco poder y fiabilidad de las "Balas Cohete" de calibre .25 y .32 no representaban un reto para los grandes calibres de sus contrapartes. Wesson abandonó la empresa Volcanic al poco tiempo de fundarse y ocho meses más tarde fue seguido por Smith, para crear la Smith & Wesson Revolver Company. Volcanic se mudó a New Haven en 1856, pero hacia finales de aquel año entró en insolvencia. Oliver Winchester compró los bienes de la empresa quebrada a los accionistas restantes y la reorganizó como la New Haven Arms Company en abril de 1857.

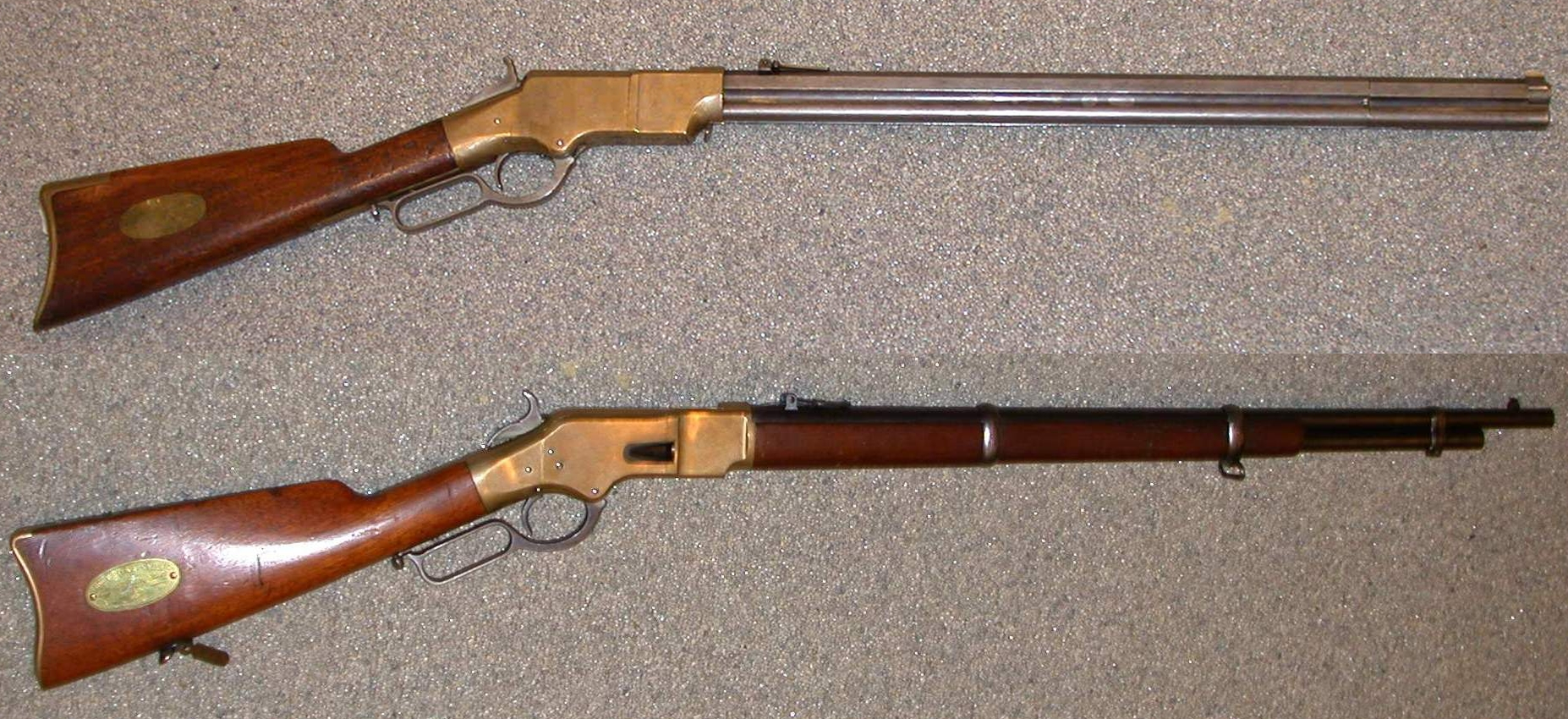
Un fusil Henry de 1860 (arriba) y un fusil Winchester de 1866 (abajo).

Benjamin Henry continuó trabajando con el concepto de cartucho de Smith, perfeccionando el más grande y potente .44 Henry de percusión anular. Henry también supervisó el rediseño del fusil para emplear el nuevo cartucho, conservando solamente la forma general del mecanismo de la recámara y el depósito tubular. Este se convirtió en el fusil Henry de 1860, que fue fabricado por la New Haven Arms Company, siendo empleado en grandes cantidades por ciertas unidades del Ejército de la Unión en la Guerra de Secesión. Los Confederados describieron al Henry como "ese maldito fusil yankee que lo cargan el domingo y dispara toda la semana".

## Desarrollo
Tras la guerra, Oliver Winchester rebautizó la empresa New Haven Arms, como Winchester Repeating Arms Company. Esta modificó y mejoró el diseño básico del fusil Henry, creando el primer fusil Winchester: el Modelo 1866. Este seguía empleando el cartucho de percusión anular .44 Henry, tenía un cajón de mecanismos de bronce, un depósito mejorado y un guardamano de madera. En 1873, Winchester introduce el fusil Modelo 1873 con cajón de mecanismos de acero, que empleaba el poderoso cartucho .44-40 de percusión central. Para poder competir con los poderosos fusiles monotiro de la época, Winchester introduce en 1876 el Modelo 1876 (Modelo Centenario). 

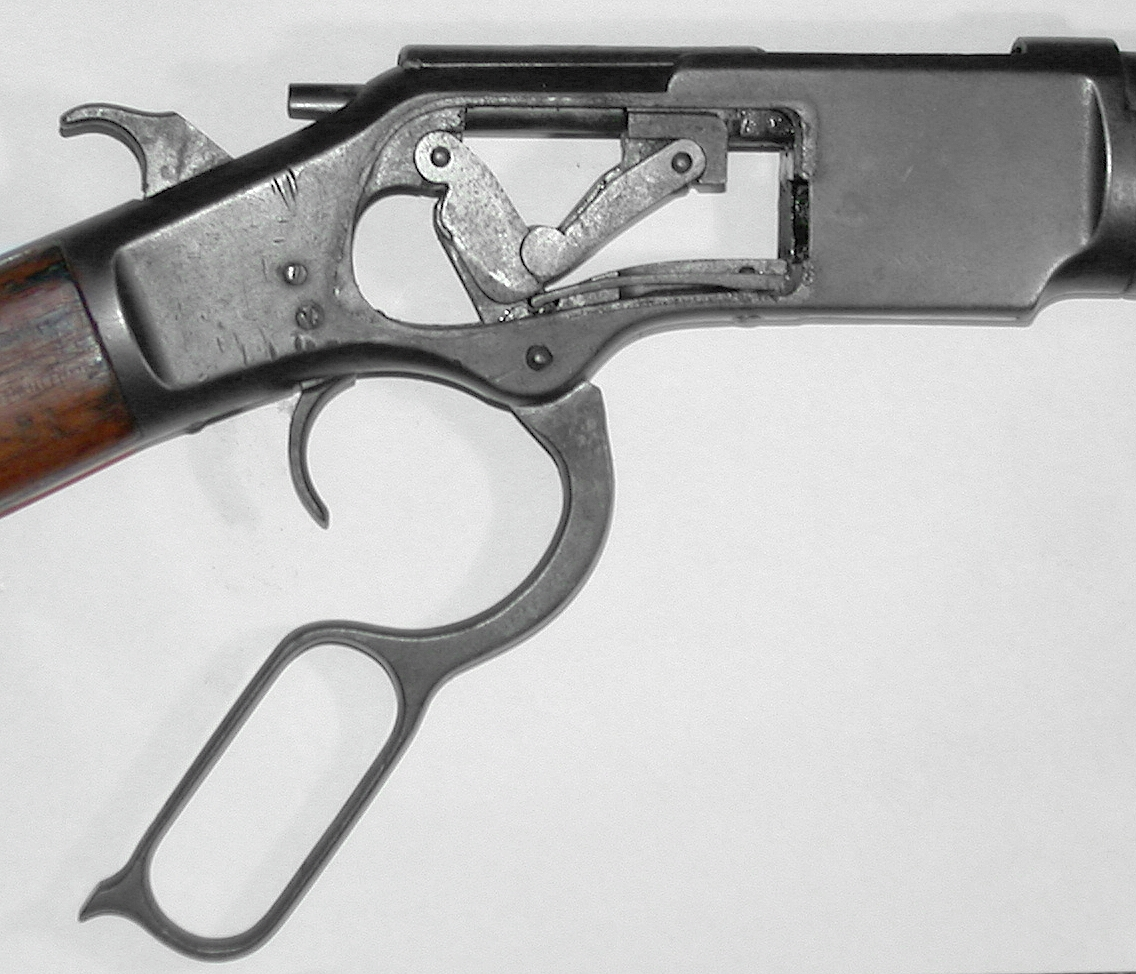
Articulación de la acción de un Winchester Modelo 1873.

 A pesar de que empleaba cartuchos más potentes que los modelos de 1866 y 1873, su acción articulada no era lo suficientemente resistente para los potentes cartuchos empleados en los fusiles monotiro Sharps o Remington. 
A partir de 1883, John Moses Browning trabajó con Winchester y diseñó una serie de fusiles y escopetas con acción de palanca, tales como el Winchester Modelo 1886, el Winchester Modelo 1892, el Winchester Modelo 1894 y el Winchester Modelo 1895, así como la escopeta de palanca Winchester Modelo 1887, el fusil de corredera Winchester Modelo 1890 y la escopeta de corredera Winchester Modelo 1897.

## Fusiles Winchester con acción de palanca

### Winchester Modelo 1866

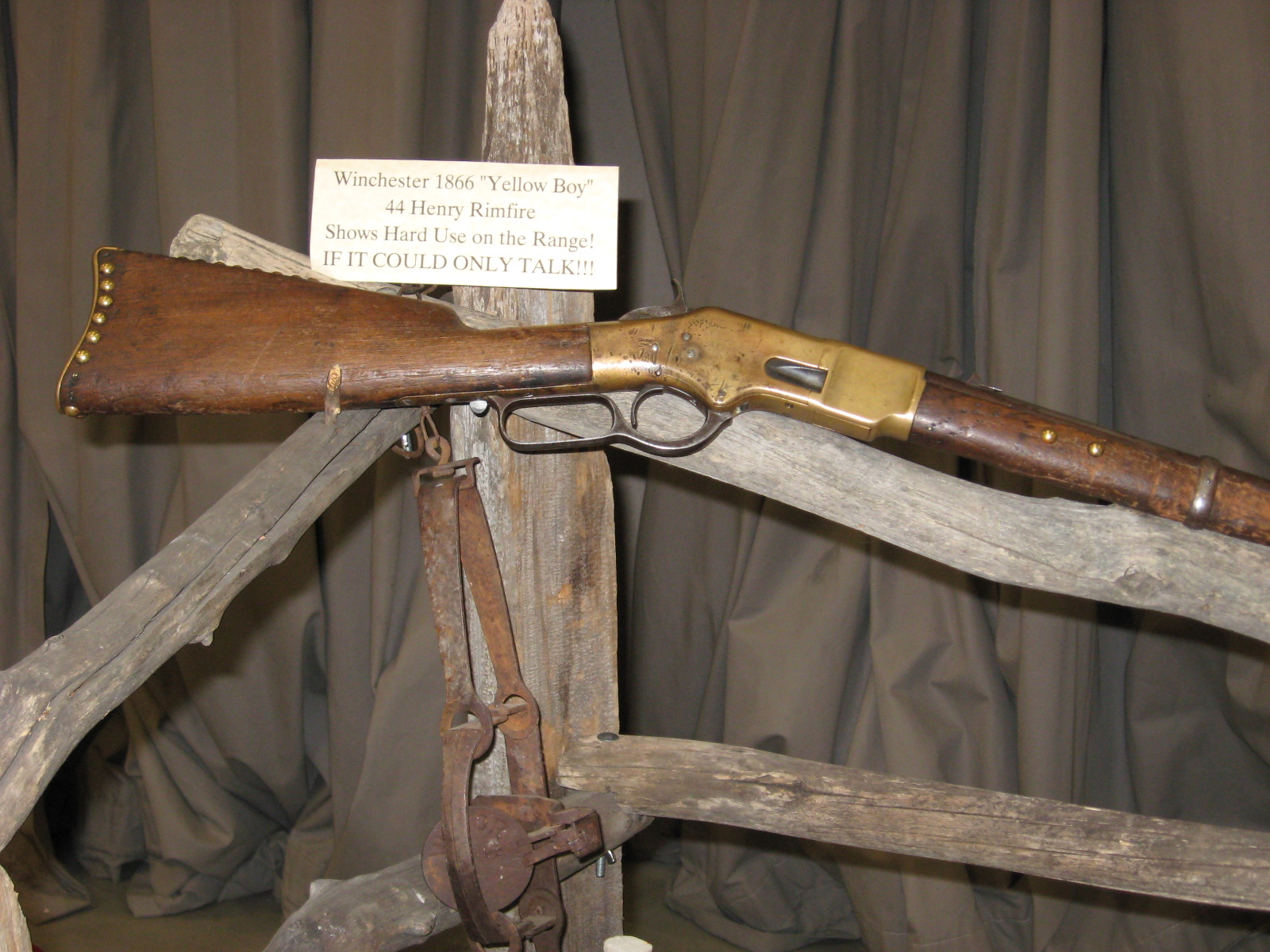
Detalle del cajón de mecanismos de un Winchester Modelo 1866.

El fusil Winchester original -el Winchester Modelo 1866- fue famoso por su resistente construcción y su mecanismo de palanca que le permitía al tirador efectuar varios disparos antes de recargar; de ahí el término de "fusil de repetición". La nueva patente mejorada de Nelson King solucionó los defectos del fusil Henry al agregar una portilla de recarga en el lado derecho del cajón de mecanismos e introducir un depósito tubular cerrado que iba cubierto por un guardamanos. Originalmente calibrado para el cartucho de percusión anular .44 Henry, el Winchester Modelo 1866 fue apodado "Yellow Boy" (Chico Amarillo, en inglés) debido a su cajón de mecanismos de "latón" (en realidad era hecho de un tipo de bronce llamado gunmetal).

### Winchester Modelo 1873

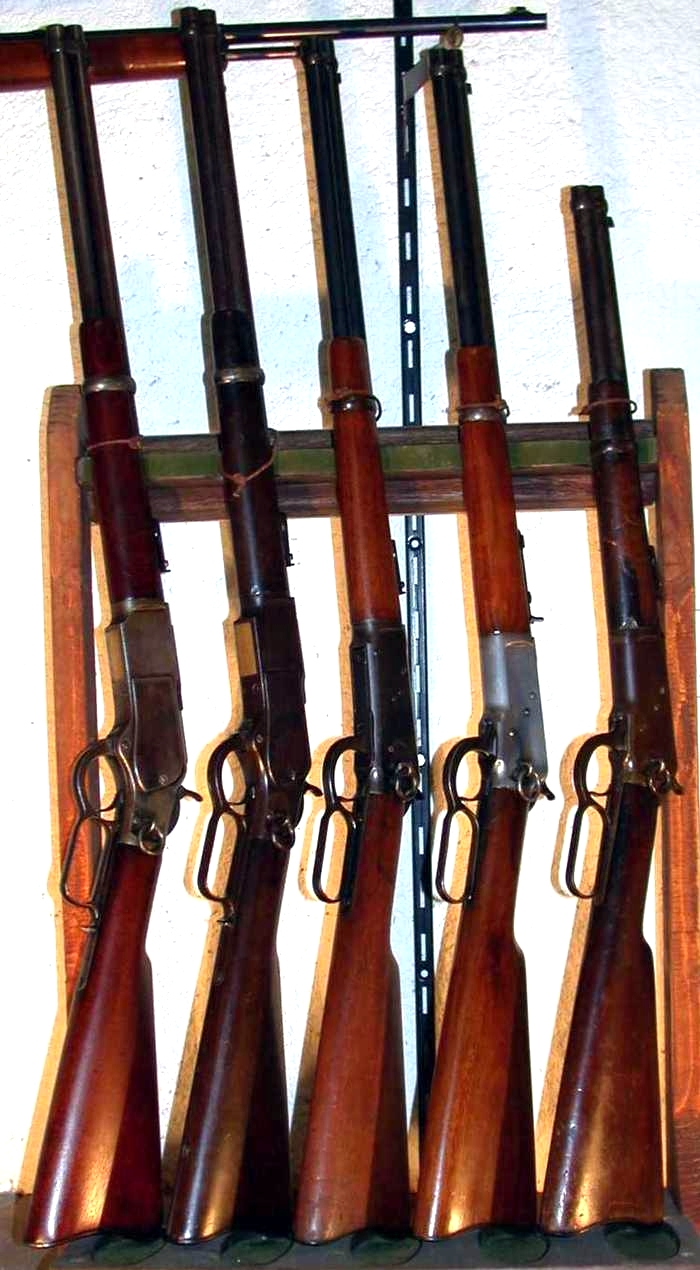
De izquierda a derecha, dos carabinas Winchester Modelo 1873, una Modelo 1894, una Modelo 1892 y una Trampero 92.

Uno de los más exitosos y ciertamente uno de los más famosos fusiles Winchester fue el Winchester Modelo 1873, originalmente calibrado para el cartucho .44-40, aunque fue posteriormente producido para emplear los cartuchos .38-40 y .32-20, que también se volvieron populares como cartuchos para los revólveres de la época. El emplear un mismo cartucho de percusión central tanto en revólveres como en fusiles, permitía al tirador llevar dos armas y un solo tipo de munición. Extrañamente, el Winchester Modelo 1873 original nunca fue producido para emplear el cartucho militar estándar .45 Long Colt, aunque ciertas réplicas modernas de este fusil están calibradas para este cartucho. Se fabricó una cantidad limitada (aproximadamente 19.000) de fusiles Winchester Modelo 1873 calibre .22 Long Rifle, que no tenían portilla de recarga en el lado derecho del cajón de mecanismos. El Winchester Modelo 1873 fue producido en tales cantidades que se volvió un elemento habitual del oeste de los Estados Unidos, llegando a ser apodado "El arma que conquistó el Oeste" debido a su arraigo y versatilidad. Fue la inspiración de la película western de 1950 Winchester '73, protagonizada por James Stewart y dirigida por Anthony Mann. 

### Winchester Modelo 1876
El Winchester Modelo 1876 o Modelo Centenario era un fusil más pesado que el Modelo 1866 o el Modelo 1873, siendo el primero en emplear cartuchos de percusión central de gran potencia, al contrario de los cartuchos de percusión anular o de revólver de percusión central. Fue introducido para celebrar el Centenario de los Estados Unidos y se ganó una reputación de fusil para cacería durable y potente. Originalmente calibrado para el nuevo cartucho .45-75 WCF (diseñado para replicar las características del .45-70 Government, pero con un casquillo más corto), le siguieron versiones calibre .40-60, .45-60 y .50-95 Express; el Winchester Modelo 1876 de este último calibre es el único fusil de repetición del cual se sabe que fue empleado en ciertas cantidades por los cazadores profesionales de bisontes. La Policía Montada del Canadá empleó el Winchester Modelo 1876 calibre .45-75 como arma estándar por varios años, al haber comprado 750 fusiles en 1883; el fusil Modelo 1876 también fue suministrado a los Rangers de Texas. Theodore Roosevelt empleó durante sus primeras expediciones de caza en el oeste un fusil Winchester Modelo 1876 grabado, con la culata modificada y el depósito recortado.

### Winchester Modelo 1886

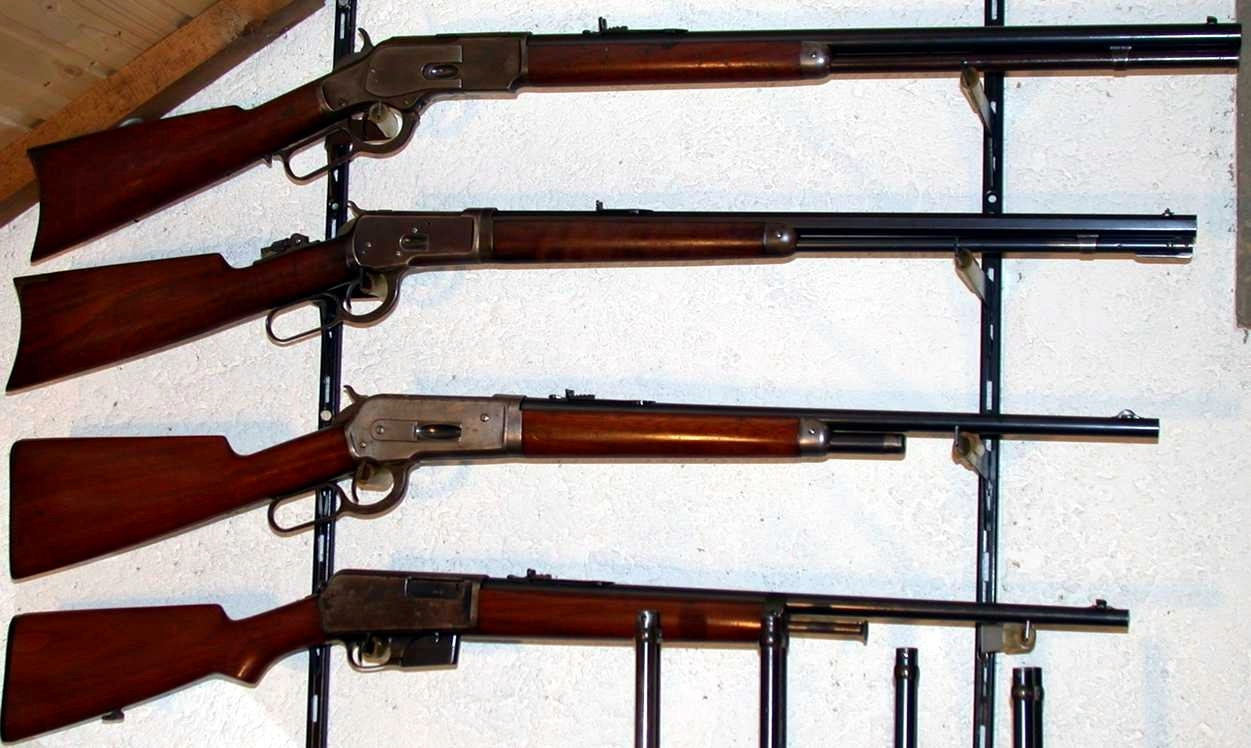
De arriba hacia abajo, un fusil Winchester Modelo 1873, un Modelo 1892, un Modelo 1886 Desmontable y un Modelo 1905 Semiautomático.

El Winchester Modelo 1886 continuó con la tendencia de emplear cartuchos de grueso calibre, teniendo una nueva y mucho más resistente acción que el cerrojo articulado del Winchester Modelo 1876. Fue diseñado por John Moses Browning, quien mantuvo una larga y provechosa asociación con la empresa Winchester desde la década de 1880 hasta inicios del siglo XX. En muchos aspectos, el Winchester Modelo 1886 fue un verdadero fusil express estadounidense, ya que podía ser calibrado para los más poderosos cartuchos de pólvora negra de la época, tales como el .45-70 Government (el producir un fusil para este popular calibre había sido por cierto tiempo una meta de la Winchester). El Winchester Modelo 1886 demostró ser capaz de disparar no solamente el .45-70 Government, sino también los cartuchos "para bisonte" .45-90 y .50-110 Winchester, siendo calibrado en 1903 para el cartucho de alta velocidad con pólvora sin humo .33 Winchester. En 1935, la empresa Winchester introdujo una versión ligeramente modificada del Modelo 1886 como el Winchester Modelo 71, que empleaba el muy potente cartucho .348 Winchester.

### Winchester Modelo 1892
Winchester volvió a sus orígenes con el Modelo 1892, el cual, al igual que sus primeros fusiles de palanca, utilizaba cartuchos de revólver más cortos y que producían una menor presión. Sin embargo, el Winchester Modelo 1892 incorpora una acción Browning (basada en la del Modelo 1886) mucho más resistente que la de los primeros fusiles derivados del Henry, de las décadas de 1860 y 1870. La empresa Winchester produjo 1.004.675 fusiles Modelo 1892. Pero aunque cesó su producción en la década de 1930, todavía son producidos bajo la marca Puma por la empresa brasileña Rossi y la empresa italiana Chiappa Firearms. En su forma moderna, empleando materiales y técnicas de producción modernos, la acción del Winchester Modelo 1892 es lo suficientemente resistente para emplear cartuchos de revólver de alta presión, tales como el .357 Magnum, .44 Magnum y el poderoso .454 Casull.
El Modelo 1892 fue diseñado como un reemplazo para el Modelo 1873. Mientras que los primeros fusiles y escopetas realmente "conquistaron el Oeste", la mayoría de fusiles de palanca vistos en las películas western clásicas son carabinas Winchester Modelo 1892 calibre .44-40 y .38-40 (para poder emplear el cartucho de fogueo "5 en 1"). John Wayne empleó estos fusiles en docenas de películas con acciones ambientadas entre las décadas de 1830 y 1880.

### Winchester Modelo 1894
El Winchester Modelo 1894 de John Moses Browning es quizás el más conocido de los fusiles de repetición Winchester, calibrado para el novedoso cartucho con pólvora sin humo .30-30 Winchester y más tarde para diversos cartuchos tales como el .25-35 WCF, .32-40 WCF, .32 Winchester Special y el .38-55 Winchester. Winchester fue la primera empresa en fabricar un fusil civil que empleaba cartuchos con pólvora sin humo, aunque las demoras evitaron que el .30-30 apareciera en las tiendas hasta 1895, ha quedado como el primer cartucho con pólvora sin humo comercial disponible para el mercado de municiones estadounidense. Aunque inicialmente era demasiado costoso para la mayoría de tiradores, el Modelo 1894 se convirtió en uno de los más vendidos fusiles de cacería de todos los tiempos - tiene la distinción de ser el primer fusil de cacería en vender más de un millón de unidades, finalmente llegando a vender más de siete millones y su producción en los Estados Unidos no fue cesada sino hasta 2006. El binomio Winchester Modelo 1894/.30-30 fue prácticamente por varios años sinónimo de "fusil para ciervos".

### Winchester Modelo 1895
El Winchester Modelo 1895 tiene la distinción de ser el primer fusil de palanca Winchester en ser alimentado desde un depósito vertical en lugar de uno tubular bajo el cañón. Esto le permitía al Modelo 1895 ser calibrado para cartuchos militares con balas Spitzer (puntiagudas), por lo que fue empleado por las fuerzas armadas de diversos países, inclusive Estados Unidos, Reino Unido y el Imperio Ruso. Entre los cartuchos que empleó figuran el .30-40 Krag (.30 US o .30 Army), .303 British, .30-03 Springfield, .30-06 Springfield, 7,62 x 54 R y el poderoso .405 Winchester. Theodore Roosevelt empleó un fusil Modelo 1895 calibre .405 durante su safari africano, al que llamaba "remedio para leones". Los fusiles producidos en Rusia también podían cargarse empleando peines, una característica que no se encuentra en ningún otro fusil de palanca.

### Winchester Modelo 88
Introducido en 1955, sesenta años después del último diseño con acción de palanca de Winchester, el Modelo 88 no se parecía a ningún fusil de palanca anterior; en realidad era un híbrido de cerrojo y palanca. Una sub-leva de recorrido corto accionaba un cerrojo rotativo con tres tetones de acerrojado, mientras que los cartuchos eran alimentados verticalmente desde un cargador extraíble. Estas características de fusil de cerrojo en uno de palanca permitían el empleo de cartuchos modernos con alta presión, casquillos cortos y balas spitzer: .243 Winchester, .284 Winchester, .308 Winchester (7,62 x 51 OTAN) y .358 Winchester. El Modelo 88 no demostró ser muy popular, aunque tiene una buena cantidad de usuarios, siendo descontinuado en 1973. Los posteriores fusiles Sako Finnwolf y Browning BLR tienen acciones similares. Un fusil Winchester Modelo 88 calibre .308 fue empleado para obtener el actual World's Record Typical Whitetail Deer. 

### Winchester Modelo 9422
El Winchester Modelo 9422 fue introducido en 1972 y fue rápidamente reconocido por su alta calidad. Fue diseñado para capturar la imagen de los fusiles de palanca tradicionales con el martillo expuesto, agarradera recta, depósito tubular y abrazaderas en el cañón. Al contrario de los viejos fusiles de palanca Winchester, tenía entalles para montar una mira telescópica. Fue ofertado en calibre .22 Long Rifle y .22 WRM, a un precio que lo situaba en la gama alta del mercado de fusiles de cacería calibre .22.
El diseño de la acción del Modelo 9422 era original y extremadamente fiable. El sistema de alimentación movía el cartucho hasta la recámara agarrándolo por su pestaña y su cerrojo se encajaba en un entalle de esta. Un tope oculto de polímero sobre la recámara aseguraba el acerrojado y facilitaba el desacople de este.
El Modelo 9422 fue ampliamente apreciado por los usuarios aficionados a las películas western y aquellos que buscaban una forma sencilla y divertida de enseñar a disparar a sus hijos. Durante su producción fueron ofertados un modelo de alta calidad llamado 9422 XTR, un modelo que empleaba cartuchos .17 de percusión anular y varios modelos conmemorativos. Su producción cesó en 2005.

## Trayectoria
En su primera presentación, el depósito tubular bajo el cañón contenía 15 cartuchos y el cajón de mecanismos estaba hecho de bronce. Debido al color característico de este metal, el arma era conocida como Yellow Boy, el "chico amarillo". Además, una ventanilla lateral facilitaba todo el proceso de recarga y dificultaba la entrada de suciedad. Tenía la capacidad de efectuar 12 disparos por minuto y se le consideraba un arma sumamente confiable. Al modelo de 1866 siguieron las siguientes versiones:
- 1873 que alcanzó una producción de 720.600 unidades,
- 1876 creado específicamente para la caza del bisonte,
- 1886 considerada la mejor versión; su sistema de alimentación fue optimizado por el diseñador John Browning,
- 1892, 1894, y 1895, que superaron el millón de unidades vendidas.

El Winchester, al igual que el resto de los fusiles de repetición, se convirtió en un arma principalmente utilizada por la caballería, aunque también fue ampliamente comercializado en el mercado civil. Los fusiles y carabinas Winchester fueron empleados en todo tipo de conflictos a lo largo del mundo: la Guerra del Pacífico, Pacificación de la Araucanía, Conquista del desierto, la Revolución mexicana y la Primera Guerra Mundial, por citar algunos de ellos. 
Pero durante la Primera Guerra Mundial, el gran desarrollo de los fusiles de repetición accionados mediante cerrojo y alimentados con peines, como el Mauser 98, el Mosin-Nagant, el Lee-Enfield y el Springfield M1903, relegó a un segundo plano al fusil Winchester accionado por palanca o lever action y alimentado desde su depósito tubular. De hecho, los fusiles Winchester de las series originales se produjeron hasta 1932.

## Cambios de 1964
Entre mediados y finales de la década de 1950, la empresa Winchester sufrió un cambio de administración, que realizó ciertos cambios en sus productos, que hicieron que un rediseño de sus armas en 1964. Esto fue considerado por muchos como el año cuando el "verdadero" Winchester dejó de ser lo que fue, por lo que los fusiles "pre-64" alcanzaron precios mucho mayores que aquellos producidos después. La propia empresa Winchester comenzó a tener un problemático futuro, ya que la competencia tanto de empresas estadounidenses como extranjeras empezó a reducir sus ventas. Aunque en la década de 1970 la empresa intentó recuperar su reputación al producir la apreciada escopeta semiautomática SuperX-1, producida según las líneas pre-1964, el costo de producción nuevamente demostró ser insostenible. En 1980, la compañía fue dividida en partes y vendida. El nombre "Winchester" se conserva en la rama de municiones de la compañía, que continúa siendo rentable. La rama fabricante de armas y la fábrica de New Haven pasaron a manos de la U.S. Repeating Arms, que luchó por mantener a flote la compañía bajo una variedad de propietarios y equipos administrativos. Finalmente anunció que cerraría la fábrica de New Haven, que producía el Modelo 1894, en 2006. 
El 15 de agosto de 2006, Olin Corporation, propietaria de las marcas registradas Winchester, anunció que obtuvo un nuevo acuerdo de licencia con Browning para fabricar fusiles y escopetas marca Winchester, aunque no en la clausurada fábrica de New Haven. Browning, con sede en Morgan, Utah, y el anterior licenciado, U.S. Repeating Arms Company, son subsidiarios de FN Herstal. En 2008, FN Herstal anunció que planeaba producir fusiles Modelo 70 en su fábrica de Columbia, Carolina del Sur.

## El Winchester como símbolo

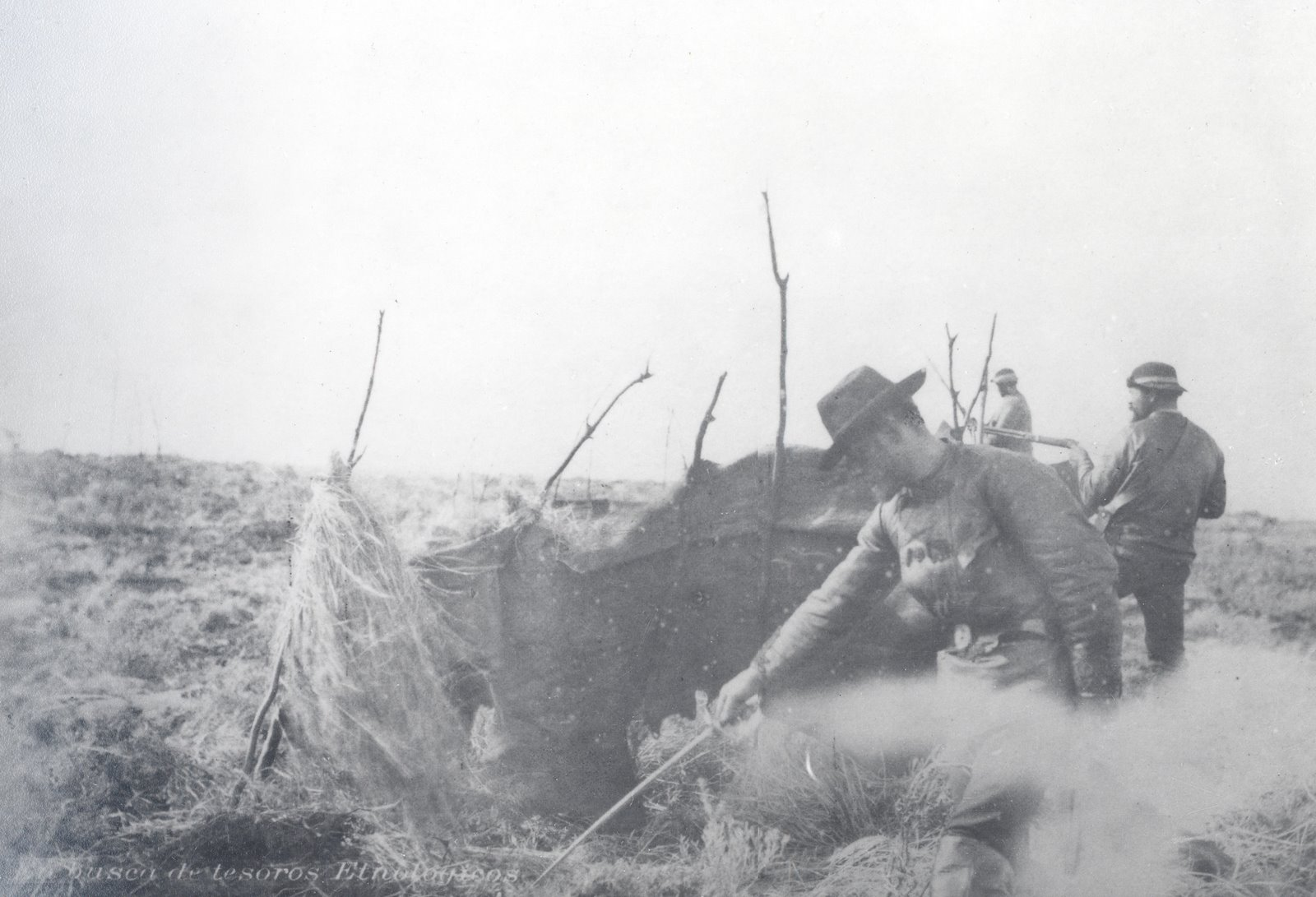
Foto que muestra el uso del Winchester durante el genocidio ona.

El Winchester es identificado como un elemento de identidad del vaquero o cowboy, tal como el Thompson con cargador de tambor es asociado a los gangsters de la Gran Depresión. Esta identificación ha sido reforzada principalmente por el cine de Hollywood, que incluso produjo una película llamada Winchester '73, protagonizada por James Stewart, o por el spaghetti western, como es el caso de Winchester, uno entre mil. También fue usado en el genocidio ona en Tierra del Fuego en el siglo XIX. También ha sido utilizado como el apellido de los protagonistas principales Dean y Sam Winchester de la serie Supernatural (Sobrenatural).